# Barànavitxi
Barànavitxi (en belarús: Баранавiчы; en polonès: Baranowicze; en rus: Барановичи) és una ciutat de Belarús, a la província de Biérastse. La ciutat destaca per ser un important nexe de transport ferroviari i per albergar una universitat pública. Segons el cens del 2023 tenia 172.150 habitants.